# Gare de Jouy-en-Josas
Pour les articles homonymes, voir Gare de Jouy (homonymie).
La gare de Jouy-en-Josas est une gare ferroviaire française de la ligne de la grande ceinture de Paris, située sur le territoire de la commune de Jouy-en-Josas (département des Yvelines).
C'est une gare de la Société nationale des chemins de fer français (SNCF) desservie par les trains de la ligne V du Transilien.

## Histoire
Le 1er mai 1883, le trafic de la ligne de Grande Ceinture ouvre aux voyageurs sur la section de Versailles-Chantiers à Savigny-sur-Orge. La gare de Jouy-en-Josas est créée à cette occasion.
Le 15 mai 1939, le trafic voyageurs prend fin sur la section nord de la Grande ceinture comprise entre Versailles-Chantiers et Juvisy. Par contre, il subsiste sur la section sud, entre Juvisy et Versailles via Massy-Palaiseau. La gare de Jouy-en-Josas reste donc ouverte aux voyageurs.

## Fréquentation
De 2015 à 2022, selon les estimations de la SNCF, la fréquentation annuelle de la gare s'élève aux nombres indiqués dans le tableau ci-dessous.
| Année     | 2015    | 2016    | 2017    | 2018    | 2019    | 2020    | 2021    | 2022    |
| --------- | ------- | ------- | ------- | ------- | ------- | ------- | ------- | ------- |
| Voyageurs | 829 490 | 840 393 | 844 660 | 833 186 | 829 498 | 308 399 | 542 195 | 683 855 |

## Service des voyageurs

### Desserte

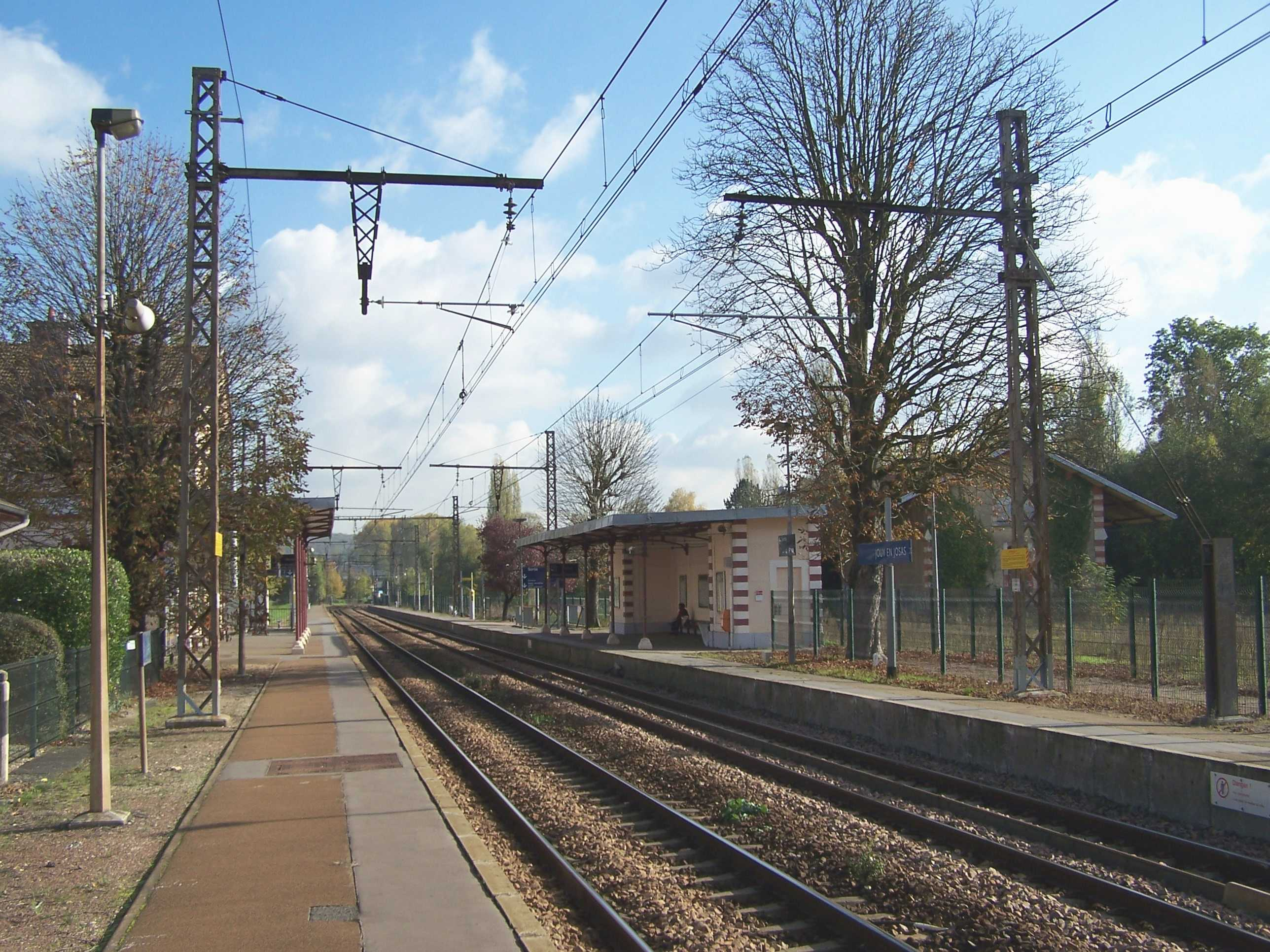
Les voies et quais.

Elle est desservie par les trains de la ligne V du Transilien.

### Intermodalité
La gare est desservie par les lignes 6132, 6135, 6136, 6164, 6171, 6172, 6173, 6174 et Soirée Versailles Chantiers du réseau de bus de Vélizy Vallées et par la ligne 9 du réseau de bus Paris-Saclay.

## Projet
En 2025, cette gare devrait être desservie par la ligne 12 du tramway d'Île-de-France, en remplacement de la branche de la ligne C du RER.

## Patrimoine ferroviaire
Le bâtiment voyageurs correspond au modèle standard des gares de troisième classe de la ligne de la grande ceinture de Paris ; ce modèle, dont le plan fut conçu par l'ingénieur des Ponts et Chaussées Luneau, a été utilisé notamment pour la gare de Mareil-Marly.
L’abri de quai d’origine, situé sur le quai opposé au bâtiment voyageurs et pourvu d’une marquise de dimensions semblables à celle du bâtiment principal a également été conservé.